# How to Become Clairvoyant
How to Become Clairvoyant è la quinta uscita solista del cantante e musicista canadese Robbie Robertson. È stato pubblicato il 5 aprile 2011 ed è diventato un successo negli Stati Uniti, raggiungendo la posizione numero 13 in Billboard 200. Le recensioni critiche sono state generalmente positive.
L'album contiene ospiti Eric Clapton (nelle tracce 3-8 e 10), Steve Winwood, Trent Reznor (che ha fornito trame sulla traccia "Madame X"), Tom Morello, Robert Randolph, Rocco Deluca, Angela McCluskey e Taylor Goldsmith of Dawes. Il bassista Pino Palladino, il tastierista Martin Pradler e il batterista Ian Thomas hanno collaborato nella sezione ritmica della maggior parte delle canzoni.
Robertson ha suonato He Don't Live Here No No More nel Late Show della CBS con David Letterman e The View dell'ABC a supporto dell'album, con la band Dawes.

## Tracce
1. Straight Down the Line – 5:19
2. When the Night Was Young – 5:05
3. He Don't Live Here No More – 5:46
4. The Right Mistake – 4:30
5. This Is Where I Get Off – 5:09
6. Fear of Falling – 5:18 (Eric Clapton, Robertson)
7. She's Not Mine – 4:28
8. Madame X – 4:46 (Eric Clapton)
9. Axman – 4:36
10. Won't Be Back – 4:10 (Eric Clapton, Robertson)
11. How to Become Clairvoyant – 6:17
12. Tango for Django – 3:50 (Robertson, Marius de Vries)